# 杀腺癌菌素
杀腺癌菌素是一种含氮有机化合物，化学式C3H5NO4，属于腺苷酸合酶（adenylate synthase）的竞争性抑制剂，能用作抗癌药物。